# 平和を破滅させた和平 中東問題の始まり1914-1922
『平和を破滅させた和平 - 中東問題の始まり (1914 - 1922)』(原題: A Peace to End All Peace、タイトルと副題の訳: 全ての平和を終わらせるための一つの平和：オスマン帝国の崩壊と近代中東の創造) は、ピューリッツァー賞 一般ノンフィクション部門の最終候補になったデイビッド・フロムキンによる1989年に出版された歴史に関する書籍である。オスマン帝国の解体に至る第一次世界大戦の間の出来事とその結果として中東に起こった急激な変化、現在もまだ続いているといえる新しい世界大戦を引き起こしたと彼が考えている中東の変化について記述している。広く称賛されており、リチャード・ホルブルックは「この背景を知らずに、政策立案者がこの地域を正しく理解することはできない。この地域に関する膨大な書物のなかで、フロムキンの大作であるA Peace to End All Peaceのほど重要なものはない。」と書いている。  ウィリアム・ロジャー・ルイスは、「素晴らしい、読者は正しい知識を得られる一方で足りないと感じることになるだろう」とニューヨーク・タイムズで評価した。ロンドンのタイムズは、この本を「真実であり、真実以外の何物でもない」と表現した。